# Елеусин
Елеусин (или Елеусид) је у грчкој митологији био епонимни херој Елеусине, по коме је и добила назив. Неки извори наводе да је град добио назив по Елеусиди (или Елеусис).

## Митологија
Елеусин је био син Хермеса или Огига и Океаниде Даејре. Био је ожењен Котонејом (или Кинтинијом) са којом је имао сина Триптолема. Срдачно је угостио богињу Деметру у време када је тражила своју кћерку Персефону. Она је чак чувала његовог сина и у жељи да се одужи свом услужном домаћину, покушала је да му подари бесмртност. Зато је током ноћи калила дете у ватри и када ју је Елеусин случајно затекао, крикнуо је. Расрђена богиња га је казнила смрћу.